# Richard D. Klausner

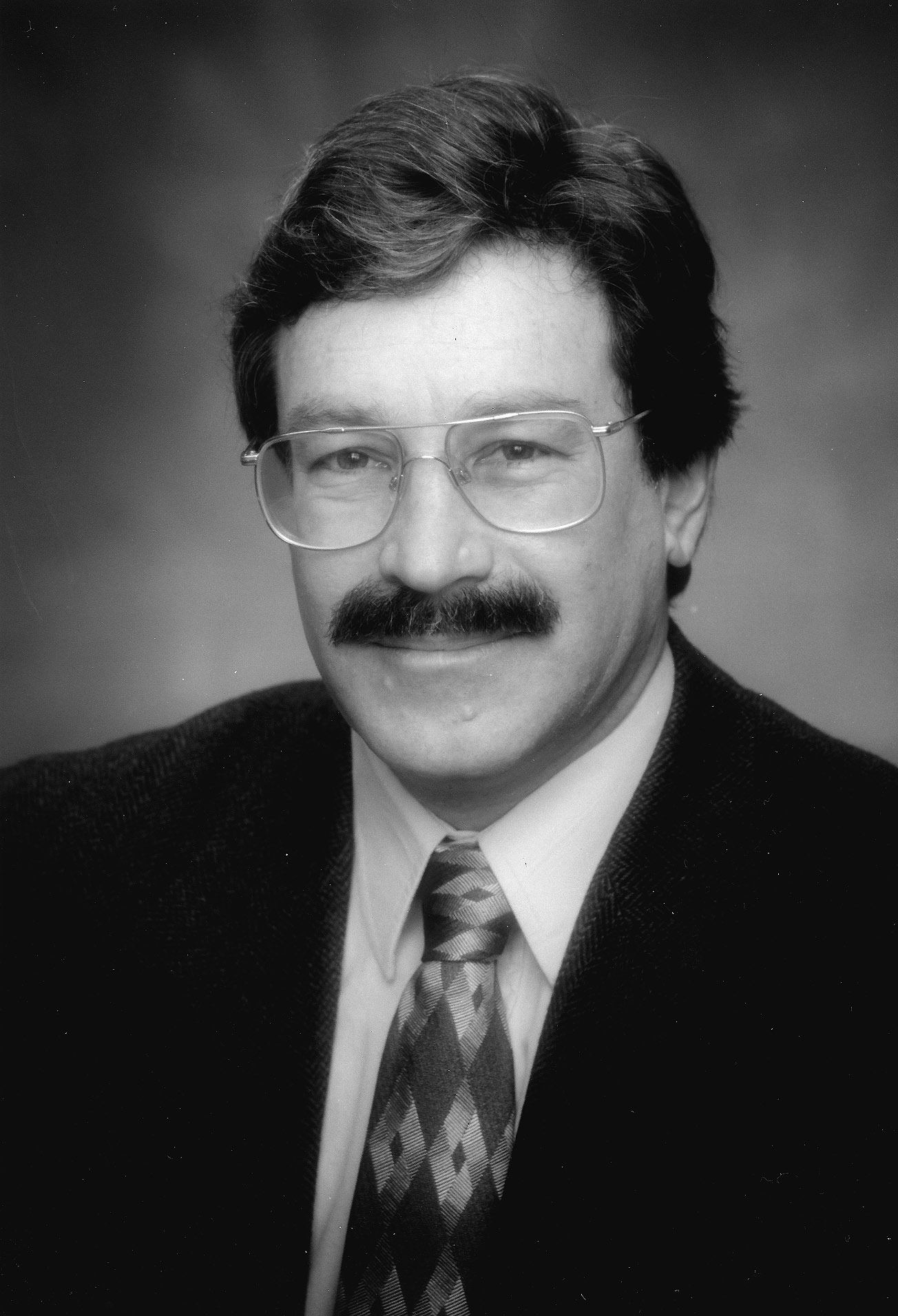
Richard D. Klausner

Richard Daniel Klausner (* 22. Dezember 1951 in New York City) ist ein US-amerikanischer Zellbiologe und Biotechnologie-Unternehmer.

## Leben
Klausner erwarb 1973 einen Bachelor in molekularer Biophysik und Biochemie an der Yale University in New Haven, Connecticut, und 1976 einen M.D. (Berufsdoktorat in Medizin) an der Duke University in Durham, North Carolina. Zunächst arbeitete er als Assistenzarzt am Duke University Medical Center (1976/1977) und am Massachusetts General Hospital in Boston. Als Postdoktorand arbeitete er an der Harvard University in Cambridge, Massachusetts, bevor er 1979 als Forscher an die National Institutes of Health (NIH) in Bethesda, Maryland, ging.
Von 1979 bis 1981 arbeitete Klausner im Labor für Mathematical Biology (Theoretische Biologie) der NIH und von 1981 bis 1984 für das National Institute of Arthritis, Diabetes, Digestive and Kidney Diseases (NIADDK, heute National Institute of Diabetes and Digestive and Kidney Diseases, NIDDK). 1984 wurde er Leiter der Abteilung für Zellbiologie und -stoffwechsel am National Institute of Child Health and Human Development (NICHD).
Klausner leitete ab 1995 das National Cancer Institute (NCI) der National Institutes of Health, das er 2001 verließ, um das Case Institute of Health, Science and Technology der Case Foundation von AOL-Gründer Steve Case zu übernehmen. Bereits im Mai 2002 wechselte Klausner als Executive Director des Global Health Program an die Bill & Melinda Gates Foundation, die er im Dezember 2005 wieder verließ.
Klausner geriet 2005 in den Fokus eines Kongress-Untersuchungsausschusses und des Government Accountability Office (GAO), in dem unter anderem sein Finanzverhalten als Leiter des NCI gegenüber der Harvard University, wo er als Kandidat für das Amt des Universitätspräsidenten im Rennen war, Gegenstand der Untersuchungen war.
Später übte Klausner Tätigkeiten für die Column Group – eine Risikokapital-Beteiligungsgesellschaft – und den EIF Women's Cancer Research Fund aus. Er ist Direktor von Predicant Biosciences Inc., die er 2002 gründete, sowie von 3-V Biosciences Inc. und von Immune Design Corporation und sitzt im wissenschaftlichen Beirat weiterer Biotechnologie- und Pharma-Unternehmen, darunter Sanofi-Aventis.

## Wirken
Klausner hat innovative und weitreichende Beiträge zur Zell- und Molekularbiologie geleistet. Seine Beschreibung des zellulären Eisenstoffwechsels hat gleichzeitig ein detailliertes Bild der posttranskriptionellen Genregulation geliefert. Seine Arbeiten zur Endozytose, zum secretory pathway und zum Zusammensetzen von Eiweißen (protein assembly) haben neue Einblicke in allgemeine zelluläre Prozesse gegeben. Weitere Arbeiten befassten sich mit dem T-Zell-Rezeptor und dem VHL-Gen, einem Tumorsuppressor-Gen. Klausner gehörte zu den meistzitierten Wissenschaftlern im Gebiet der Zell- und Molekularbiologie.
Als Leiter des National Cancer Institute (NCI) führte er über 5.000 Mitarbeiter und hatte einen Jahresetat von über 5 Milliarden US-Dollar zu verwalten. Er konnte zahlreiche neue Programme des NCI auflegen, die unter anderem zur Entwicklung neuer Therapieformen bei Krebs geführt haben und die die onkologisch-klinische und epidemiologische sowie die Grundlagenforschung erheblich vorangebracht haben.

## Auszeichnungen (Auswahl)
- 1993 Mitglied der National Academy of Sciences
- 1995 Mitglied der American Academy of Arts and Sciences[7]
- 1997 Dickson Prize in Medicine[8]
- 1999 ASCI Award[9]